# 越冬症候群
越冬症候群（えっとうしょうこうぐん）とは、極夜が起こる南極や北極で越冬する個人に起こる可能性のある様々な症状の総称であり、最大で7か月から8か月続く場合がある。このような症状は北極にあるチューレ空軍基地、アラート、ユーリカなどの基地と同様に、南極観測基地への滞在者にも観察されてきた。越冬症候群には、多くの行動的・医学的な異常状態が含まれる。例えば、過敏症、うつ病、不眠症、放心状態、攻撃的行動、過敏性腸症候群などがある。

## 寄与因子
南極の冬は他の大陸や南極の基地と一切の物理的な連絡を取ることができない期間である。この時期の南極には、飛行機も船も郵便も来ない。さらに、南極は地球上で最も乾燥した場所であり、特に南極高原においては標高の高さに伴う気圧の低さと酸素の不足が基地に滞在する人々を苦しめることになる。南極の冬は他から完全に断絶されており、平均気温は−51 °C (−60 °F)と極めて寒く、過去の最低気温は−85 °C (−121 °F)未満を記録したこともある。このような理由により動くことができずに変化に乏しく過酷な物理的環境と、性的な欲求を満たせないこと、それに一般的な遠隔性によって、基地で過ごす人々は緊張の増大とうつ状態に見舞われることになると考えられている。
何年間にもわたり、越冬症候群を引き起こす原因やストレスを特定するためにいくつかの研究が実施されてきた。調べられたストレスには生体的ストレス、社会的孤立、季節性情動障害、極地T3症候群などが含まれる。その結果、南極の寒冷な気候、危険、困難といったものは主要な要因ではなさそうであることが判明した。最も重要な心理的ストレスである可能性が高いとされたのが、個人のグループ内での適応、周囲の環境が比較的単調であること、そして感情を満たす根源として自分が慣れているものが南極にはないことなどであった。観測基地が外の世界から隔絶されていることに加え、基地そのものの内部における監禁状態や隔離の不足も存在している。1988年から1989年にかけてマクマード基地とアムンゼン・スコット基地で行われたフィールドワークでは、被験者は基地内ではプライバシーが十分に確保されないこと、基地内で常に飛び回っている流言飛語などを気にしており、これによって特に男性と女性との間において、社会的な関係に負の影響が出ることが判明した。その結果、基地内の人々は自由時間の6割を居住スペースの中で一人で過ごしており、残りは生活習慣の中に労働が組み込まれているために、働いたり、共同スペースで過ごしたりすることを求められていた。

## 症状
越冬症候群に関する研究が始まったのは1950年代に遡るが、当時は同じような症状を典型的に診断できるようにするための排他的な指標は確立されていなかった。「私たちが行った南極大陸における人間の経験についての分析では、南極の冬の間のパフォーマンスを予想するのに役に立つ指標として使うことのできる特徴はあっても少数のようであることが判明した」と、パリンカスは「南極研究の心理学」と題した論文内で述べた。越冬症候群の中で起こりうる症状にはうつ病、不眠症、怒り、過敏症、身の回りにあるあらゆる物に対しての敵意、集中力や記憶力の低下などを含む認知能力の減退、放心状態、「長い目」や「南極の凝視」として知られる軽度の催眠状態の発生などが挙げられる。
南極において追加の調査を行い、その結果を記録したビル・スピンドラーは感覚遮断や隔絶性、さらには非常に寒冷な気候による甲状腺への影響（記憶喪失や眠気、不活発などを呈する可能性がある）の効果が越冬症候群に影響していると考えた。